# Tumeodiaptomus diabolicus
Tumeodiaptomus diabolicus is een eenoogkreeftjessoort uit de familie van de Diaptomidae. De wetenschappelijke naam van de soort is voor het eerst geldig gepubliceerd in 1935 door Brehm.